# پاطاق (سرپل ذهاب)
پاطاق ، روستایی از توابع دهستان بشیوه و پاطاق بخش مرکزی شهرستان سرپل ذهاب در استان کرمانشاه ایران است. پاطاق ۳۱۵ نفر جمعیت دارد و ساکنان این روستا پیرو دین اسلام و مذهب شیعه می‌باشند و به زبان کردی و گویش کلهری سخن می‌گویند.

## اماکن دیدنی
طاق گرا
زیج منیژه
سراب ماراب
آبشار فصلی ماراب

## زبان
ساکنان روستای پاطاق به زبان کردی و گویش کلهری سخن می‌گویند.

## مذهب
ساکنان روستای پاطاق ، پیرو دین اسلام و مذهب تشیع هستند.

## جمعیت
این روستا در دهستان بشیوه و پاطاق قرار دارد و بر اساس سرشماری مرکز آمار در سال ۱۳۸۵ جمعیت آن ۳۱۵ نفر بوده است.